# Adam Driver
Adam Douglas Driver (San Diego, Kalifornia, 1983. november 19. –) amerikai színész.
Az HBO 2012-2017-ig futó Csajok című sorozata tette ismertté, melyben egy Adam Sackler nevű karaktert alakított. Ezen alakításáért három egymást követő évben is jelölték a vígjátékban legjobb férfi mellékszereplőnek járó Primetime Emmy-díjra. Emellett 2010-ben szerepelt először a Broadway színpadán a Warrenné mestersége című darabban. 2011-ben ismét szerepelt a színházban, majd megkapta első filmes szerepét is a J. Edgar – Az FBI embere című filmben.
Driver mellékszerepekben feltűnt a Lincoln (2012), a Frances Ha (2012), a Llewyn Davis világa (2013) és a Némaság (2016) című filmekben. Főszerepet játszott a 2014-es A 40 az új 20 című filmben. Díjat nyert a Velencei Nemzetközi Filmfesztiválon az Éhes szívekben nyújtott alakításáért. A Jim Jarmusch által rendezett Paterson című film főszerepéért több legjobb főszereplőnek járó díjat nyert el. A Csuklyások című 2018-as filmben nyújtott alakításáért jelölték a a legjobb férfi mellékszereplő díjára a 76. Golden Globe-on.
Legismertebb szerepe a Star Wars folytatás trilógiájának főgonosza Kylo Ren, akit a Star Wars: Az ébredő Erő (2015), a Star Wars: Az utolsó Jedik (2017), valamint a Star Wars: Skywalker kora (2019) című filmekben alakít.

## Fiatalkora
Nancy (Needham) Wright és Joe Douglas Driver gyermekeként született. Apai családja Arkansas, anyai családja pedig Indiana államból származik. Nevelőapja Rodney G. Wright baptista lelkész. Driver hétéves korában édesanyjával és nővérével anyja szülővárosába Mishawakába, Indiana államba költöztek, ahol később középiskolai tanulmányait a Mishawaka High Schoolban folytatta. Driver vallásos nevelést kapott, fiatalkorában templomi kórusban énekelt. Driver fiatalkori önmagát egy az M Magazinenak adott interjúban rossz gyermeknek nevezte, aki rádiótornyok tetejére mászott fel, tárgyakat gyújtott fel, valamint a Harcosok klubja című film hatására barátaival alapított egy küzdőklubot. Középiskolai tanulmányainak befejezése után házaló árusként porszívókat árult, telemarketing keretében dolgozott egy vízszigeteléssel foglalkozó cégnek, valamint a Ben Franklin Constructionnek is.

### Katonai szolgálata és tanulmányai
A 2001. szeptember 11-ei terrortámadásokat követően csatlakozott az Egyesült Államok Tengerészgyalogságához. Harctéri szolgálat nélkül szolgált két év és nyolc hónapon keresztül mielőtt eltörte a szegycsontját a hegyekben való biciklizés közben. A tengerészgyalogságtól való távozása után egy éven keresztül az Indianapolis-i Egyetemre járt majd onnan a Juilliard Schoolba ment, ahol drámát tanult. Elmondása szerint a katonai szolgálata után nehezen tudott beilleszkedni hallgatótársai közé. Későbbi feleségével, Joanne Tuckerrel egy hallgatói csoport tagjai voltak 2005 és 2009 között. Diplomáját 2009-ben szerezte meg.

## Karrierje

### A kezdetek (2009–2011)
Diplomájának megszerzése után Driver New Yorkban kezdett el színészkedni, eleinte színházi produkciókban szerepelt. Színházi munkái mellett éttermekben dolgozott pincérként, valamint kisegítőként. Karrierjének kezdetén több televíziós sorozatban és rövidfilmben is szerepelt. Első szerepét egész estés filmben a Clint Eastwood által rendezett és 2011-ben bemutatott J. Edgar – Az FBI embere című filmben kapta.

### A sikerek kezdete (2012–2014)

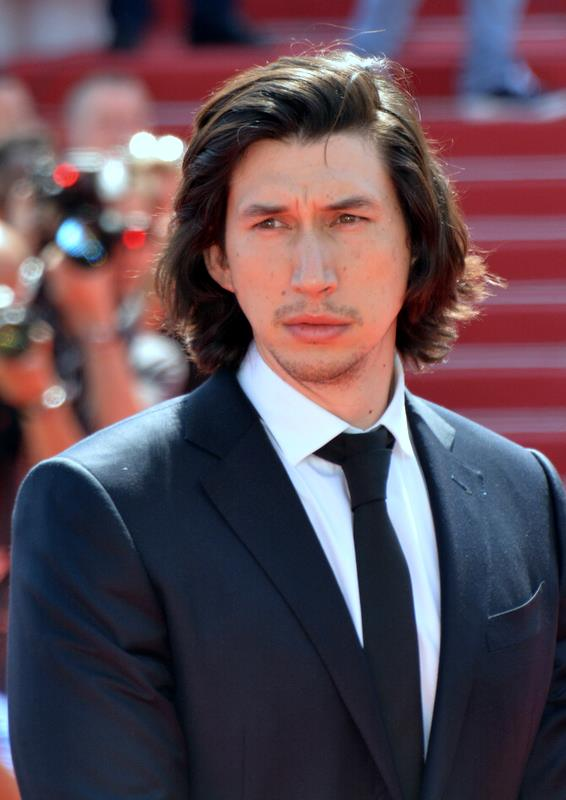
Driver a 2016-os cannes-i fesztiválon

2012-ben szerepet kapott az HBO vígjáték sorozatában a Csajokban. A sorozatban a főszereplő Hannah Horvath érzelmileg labilis barátját Adam Sacklert alakította. Ezért a szerepért három Emmy-díj jelölést kapott a legjobb mellékszereplő komédia sorozatban kategóriában. Szerepelt a Not Waving But Drowning című rövidfilmben és a Gayby című filmben. Fontosabb szerepet kapott a 2012-es év két kritikailag elismert filmjében, Samuel Beckwithet játszotta Steven Spielberg Lincoln című filmjében, valamint Lev Shapirot alakította a Noah Baumbach által rendezett Frances Ha című filmben.
2013-ban négy filmben is szerepet kapott. Szerepelt a Kékmadárban, a What if-ben, a Llewyn Davis világában, valamint a Tracks című ausztrál filmben. 2014-ben az Éhes szívek című olasz filmben Jude-ot a kétségbeesett apát alakította. Ezért a szerepért a 71. Velencei Nemzetközi Filmfesztiválon elnyerte a legjobb főszereplőnek járó Volpi Kupa díjat. Ebben az évben szerepelt még a A 40 az új 20 című filmben, melynek főszereplői Naomi Watts és Ben Stiller voltak.

### Világhírnév és kritikai sikerek (2015–)
2014 februárjában a Variety című lap arról számolt be, hogy Driver fogja alakítani a Csillagok háborúja filmek érzelmileg leglabilisabb gonoszát Kylo Rent a 2015-ös Star Wars: Az ébredő Erő című filmben. 2014. április 29-én hivatalosan is bejelentették, hogy szerepelni fog az új Star Wars filmben. Az ébredő Erő premierje 2015. december 18-án volt a hazai mozikban. Mind a film, mind Driver alakítása dicséreteket kapott a kritikusoktól és a nézőktől is. 2016. január 16-án Driver volt a műsorvezetője a Saturday Night Live című televíziós műsornak. 2016-ban szerepelt a Tennessee Williams által írt The Strangest Kind of Romance című színdarabban.
Főszerepet kapott a Jeff Nichols által rendezett Éjféli látomás című filmben, melynek premierje 2016. március 18-án volt. Szerepelt Martin Scorsese 2016-ban bemutatott Némaság című filmjében. Főszerepet kapott Jim Jarmusch 2016-os filmjében a Patersonban. Ezen film premierje a 2016-os cannes-i fesztiválon volt, majd 2016 decemberében mutatták be világszerte a mozikban. Szerepéért a Time magazin korunk egyik legjobb színészének nevezte. Clyde szerepében tűnik fel a 2017 augusztusában bemutatott Logan Lucky – A tuti balhé című vígjátékban, melyben Channing Tatum és Daniel Craig alakítja a másik két főszerepet. Ismételten eljátszotta Kylo Ren szerepét a Star Wars: Az utolsó Jedikben, amelyet 2017. december 14-én mutattak be a magyar mozik. A filmben nyújtott alakítását számos kritikus dicsérte, többen a trilógia legjobb szereplőjeként emlegették.
2018-ban Driver alakította Spike Lee Csuklyások című filmjében Flip Zimmerman zsidó származású rendőrnyomozó szerepét, ezen film a 2018-as cannes-i fesztiválon mutatkozott be, a magyar mozik szeptember 27-től vetítették. Szintén főszerepet játszott Terry Gilliam The Man Who Killed Don Quixote című filmjében, amit szintén a filmfesztiválon mutattak be.

#### Jövőbeli munkái
Driver főszerepet kapott Sylvester Stallone Tough As They Come című filmjében, valamint a Leos Carax által rendezett Annette című zenés drámában,. Szintén főszerepet kapott Scott Z. Burns új filmjében a The Reportban. Ezek mellett Noah Baumbach jelenleg cím nélküli filmjében is Driver fogja játszani a főszerepet Scarlett Johansson mellett. Driver ismét Kylo Rent alakítja majd a Star Wars IX. epizódjában.

## Magánélete
Driver 2013 júniusában vette feleségül Joanne Tuckert. Családjával Brooklynban él.

## Filmográfia

### Film
| Év   | Magyar cím                             | Eredeti cím                          | Szerep                          | Magyar hang           | Rendező              |
| ---- | -------------------------------------- | ------------------------------------ | ------------------------------- | --------------------- | -------------------- |
| 2011 | J. Edgar – Az FBI embere               | J. Edgar                             | Walter Lyle                     | Stern Dániel          | Clint Eastwood       |
| 2012 | Gayby                                  | Gayby                                | Neil                            |                       | Jonathan Lisecki     |
| 2012 |                                        | Not Waving But Drowning              | Adam                            |                       | Devyn Waitt          |
| 2012 | Frances Ha                             | Frances Ha                           | Lev Shapiro                     | Hamvas Dániel         | Noah Baumbach (1.)   |
| 2012 | Lincoln                                | Lincoln                              | Samuel Beckwith                 |                       | Steven Spielberg     |
| 2013 | Kékmadár                               | Bluebird                             | Walter                          | Horváth Illés         | Lance Edmands        |
| 2013 | Llewyn Davis világa                    | Inside Llewyn Davis                  | Al Cody                         | Zámbori Soma          | Coen testvérek       |
| 2013 |                                        | Tracks                               | Rick Smolan                     |                       | John Curran          |
| 2013 |                                        | What If                              | Allan                           |                       | Michael Dowse        |
| 2014 | Éhes szívek                            | Hungry Hearts                        | Jude                            | Radnai Márk           | Saverio Costanzo     |
| 2014 | A 40 az új 20                          | While We're Young                    | Jamie Massey                    | Előd Álmos            | Noah Baumbach (2.)   |
| 2014 | Itthon, édes otthon                    | This Is Where I Leave You            | Phillip Altman                  | Szatory Dávid         | Shawn Levy           |
| 2015 | Star Wars VII. rész – Az ébredő Erő    | Star Wars: The Force Awakens         | Ben Solo / Kylo Ren             | Zöld Csaba            | J. J. Abrams (1.)    |
| 2016 | Éjféli látomás                         | Midnight Special                     | Paul Sevier                     | Orosz Ákos            | Jeff Nichols         |
| 2016 | Paterson                               | Paterson                             | Paterson                        | Géczi Zoltán          | Jim Jarmusch (1.)    |
| 2016 | Némaság                                | Silence                              | Francisco Garupe atya           | Dévai Balázs          | Martin Scorsese      |
| 2017 | A Meyerowitz-történetek                | The Meyerowitz Stories               | Randy                           |                       | Noah Baumbach (3.)   |
| 2017 | Logan Lucky – A tuti balhé             | Logan Lucky                          | Clyde Logan                     | Zámbori Soma          | Steven Soderbergh    |
| 2017 | Star Wars VIII. rész – Az utolsó jedik | Star Wars: The Last Jedi             | Ben Solo / Kylo Ren             | Zöld Csaba            | Rian Johnson         |
| 2018 | Csuklyások – BlacKkKlansman            | BlacKkKlansman                       | Philip „Flip” Zimmerman nyomozó | Varga Gábor           | Spike Lee            |
| 2018 | Az ember, aki megölte Don Quixote-t    | The Man Who Killed Don Quixote       | Toby Grisoni                    | Dévai Balázs          | Terry Gilliam        |
| 2019 | Házassági történet                     | Marriage Story                       | Charlie                         | feliratos             | Noah Baumbach (4.)   |
| 2019 | A jelentés                             | The Report                           | Daniel J. Jones                 | Brasch Bence          | Scott Z. Burns       |
| 2019 | A holtak nem halnak meg                | The Dead Don't Die                   | Ronald Peterson rendőr          | Dévai Balázs          | Jim Jarmusch (2.)    |
| 2019 | Star Wars IX. rész – Skywalker kora    | Star Wars: The Rise of Skywalker     | Ben Solo / Kylo Ren             | Zöld Csaba            | J. J. Abrams (2.)    |
| 2021 |                                        | The Sparks Brothers (dokumentumfilm) | önmaga                          |                       | Edgar Wright         |
| 2021 |                                        | Annette                              | Henry McHenry                   |                       | Leos Carax           |
| 2021 | Az utolsó párbaj                       | The Last Duel                        | Jacques Le Gris                 | Zámbori Soma          | Ridley Scott (1.)    |
| 2021 | A Gucci-ház                            | House of Gucci                       | Maurizio Gucci                  | Zámbori Soma          | Ridley Scott (2.)    |
| 2022 | Fehér zaj                              | White Noise                          | Jack Gladney                    | Dévai Balázs          | Noah Baumbach (5.)   |
| 2023 | 65                                     | 65                                   | Mills                           | Kolovratnik Krisztián | Scott Beck           |
| 2023 | 65                                     | 65                                   | Mills                           | Kolovratnik Krisztián | Bryan Woods          |
| 2023 | Ferrari                                | Ferrari                              | Enzo Ferrari                    | Dévai Balázs          | Michael Mann         |
| 2024 | Megalopolisz                           | Megalopolis                          | Cesar Catilina                  |                       | Francis Ford Coppola |

### Televízió
| Év        | Magyar cím                               | Eredeti cím                       | Szerep                  | Megjegyzés |
| --------- | ---------------------------------------- | --------------------------------- | ----------------------- | ---------- |
| 2009      | Zűrös zsaruk                             | The Unusuals                      | Will Slansky            | 1 epizód   |
| 2010      | Esküdt ellenségek                        | Law & Order                       | Robby Vickery           | 1 epizód   |
| 2010      | Dr. Halál                                | You Don't Know Jack               | Glen Stetson            | tévéfilm   |
| 2010      |                                          | The Wonderful Maladys             | Zed                     | tévéfilm   |
| 2012      | Esküdt ellenségek: Különleges ügyosztály | Law & Order: Special Victims Unit | Jason Roberts           | 1 epizód   |
| 2012–2017 | Csajok                                   | Girls                             | Adam Sackler            | 49 epizód  |
| 2015      | A Simpson család                         | The Simpsons                      | Adam Sackler (hangja)   | 1 epizód   |
| 2016–2020 | Saturday Night Live                      | Saturday Night Live               | önmaga (műsorvezető)    | 3 epizód   |
| 2017      | Bob burgerfalodája                       | Bob's Burgers                     | Art the Artist (hangja) | 1 epizód   |

### Videojátékok
| Év   | Cím                               | Szerep                       |
| ---- | --------------------------------- | ---------------------------- |
| 2015 | Disney Infinity 3.0               | Ben Solo / Kylo Ren (hangja) |
| 2016 | Lego Star Wars: The Force Awakens | Ben Solo / Kylo Ren (hangja) |

## Színház
| Év        | Darab címe           | Szerep        | Színház                   |
| --------- | -------------------- | ------------- | ------------------------- |
| 2009      | The Retributionists  | Dov Kaplinsky | Playwrights Horizons      |
| 2010      | Erdő                 | Bulanov       | East 13th Street Theatre  |
| 2010      | Warrenné mestersége  | Frank Gardner | American Airlines Theatre |
| 2010–2011 | Angyalok Amerikában  | Louis Ironson | Peter Norton Space        |
| 2011      | Man and Boy          | Basil Anthony | American Airlines Theatre |
| 2012      | Nézz vissza haraggal | Cliff         | Laura Pels Theatre        |